# Élections législatives jamaïcaines de 1959
Des élections législatives ont lieu en Jamaïque le 28 juillet 1959. Elles sont remportées par le Parti national du peuple, qui gagne 29 sièges sur 45. La participation est de 66,1 %.

## Résultats
| Parti                              | Votes   | %    | Sièges | +/-     |
| ---------------------------------- | ------- | ---- | ------ | ------- |
| Parti national du peuple           | 305 645 | 54,8 | 29     | +11     |
| Parti travailliste de Jamaïque     | 247 149 | 44,3 | 16     | +2      |
| Parti travailliste indépendant     | 4 697   | 0,8  | 0      | Nouveau |
| Parti indépendant de la Convention | 304     | 0,1  | 0      | Nouveau |
| Mouvement indépendant jamaïcain    | 304     | 0,1  | 0      | Nouveau |
| Indépendants                       | 304     | 0,1  | 0      | 0       |
| Votes invalides/blancs             | 6 277   | –    | –      | –       |
| Total                              | 563 974 | 100  | 45     | +13     |
| Source : Nohlen                    |         |      |        |         |